# Sagenidium
Sagenidium — рід грибів родини Roccellaceae. Назва вперше опублікована 1877 року.

## Класифікація
Згідно з базою MycoBank до роду Sagenidium відносять 4 офіційно визнані види.